# Marie Stará (učitelka)
Marie Stará (rozená Hrůzová, 19. března 1902 Praha - 24. října 1942 Koncentrační tábor Mauthausen) byla česká učitelka popravená nacisty.

## Život

### Před druhou světovou válkou
Marie Stará se narodila v Praze, studium na učitelském ústavu zakončila v roce 1921. Dne 16. září téhož roku nastoupila jako pomocná učitelka na obecnou školu v Kostelci nad Labem, o rok později jí bylo na vlastní žádost přiděleno místo zastupující učitelky na obecné škole v Šestajovicích, definitivního místa dosáhla v roce 1926.
Dne 10. července 1929 se zde provdala za Jaroslava Starého, zahradníka v Šestajovicích.
Od 1. února 1937 do 30. června 1938 byla ustanovena zatímní řídící učitelkou obecné smíšené školy v Šestajovicích, po tomto datu jí přináleželo opět jen místo zatímní učitelky. Po Mnichovské dohodě a postoupení pohraničí nacistickému Německu došlo k přesunu velkého množství českého obyvatelstva do vnitrozemí. Česká vláda se snažila pro něj najít co nejvíce pracovního uplatnění i za cenu propouštění státních zaměstnanců s dobrými majetkovými poměry. Manžel Marie Staré byl úspěšný profesionální zahradník a veterán britské armády z bojů v Afghánistánu z roku 1919, a tak toto vládní nařízení dopadlo i na ni. Zproštěna učitelské služby byla k 31. květnu 1939 a ani odvolání proti tomuto rozhodnutí nebylo úspěšné.

### Druhá světová válka
Manželé Staří byli členové Sokola, Jaroslav Starý navíc jeho činovníkem a přes struktury této organizace se zapojil do protinacistického odboje. Pomáhal s přesuny a úkrytem zbraní, výbušnin a dalšího materiálu členů výsadku Anthropoid. Zda o těchto aktivitách byla Marie Stará informována a zda je nějakým způsobem podporovala, není zřejmé.

## Zatčení, smrt
Po zradě Karla Čurdy došlo 15. července 1942 i k zatčení Jaroslava Starého gestapem. Marie Stará byla zatčena koncem srpna téhož roku ve vlně týkající se rodinných příslušníků odbojářů napojených na atentát na Heydricha. Stejně jako její manžel byla vězněna v koncentračním táboře Terezín, dne 27. září 1942 odsouzena stanným soudem k trestu smrti, který byl vykonán 24. října v koncentračním táboře Mauthausen zastřelením při fingované zdravotní prohlídce.

## Památka
- Na budově ZŠ Šestajovice, Komenského 158/11, je umístěna pamětní deska s nápisem: MARIE STARÁ učitelka JAROSLAV STARÝ zahradník POPRAVENI 24. 10. 1942.[2]
- Manželům Starým byla na jejich domě v Šestajovicích čp. 182 odhalena pamětní deska s nápisem: "V tomto domě žili a byli zatčeni pro účast v odboji Jaroslav Starý s manž. Marií, činovníci Sokola v Šestajovicích. Oba byli umučení 24. X. 1942 v Mauthausenu." Poprvé zde byla umístěna šestajovickými sokoly při oslavách prvního roku osvobození v květnu 1946. V padesátých letech po změně politické situace a zákazu činnosti Sokola sejmuta a uschována u dobrých lidí na půdě. Na své místo se vrátila v roce 1993.[3]
- Po Marii a Jaroslavovi Starých je pojmenovaná ulice "Manželů Starých" v Šestajovicích.
- Její jméno a jméno jejího manžela (Stará Marie *19. 3. 1902, Starý Jaroslav *22. 4. 1891) je uvedeno na pomníku při pravoslavném chrámu svatého Cyrila a Metoděje (adresa: Praha 2, Resslova 9a). Pomník byl odhalen 26. ledna 2011 a je součástí Národního památníku obětí heydrichiády.[4]

### Galerie

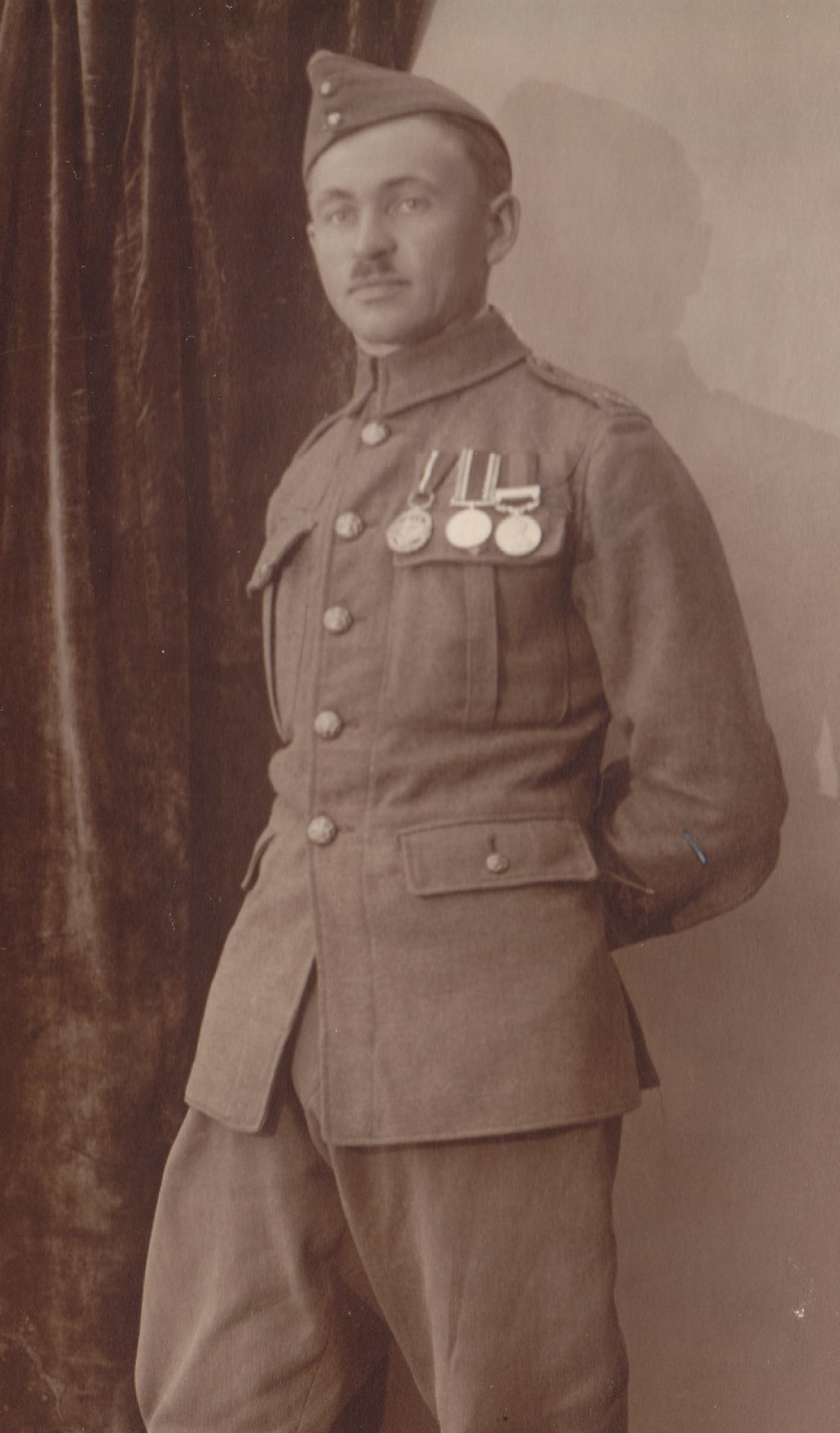
Manžel Jaroslav Starý v uniformě britské armády
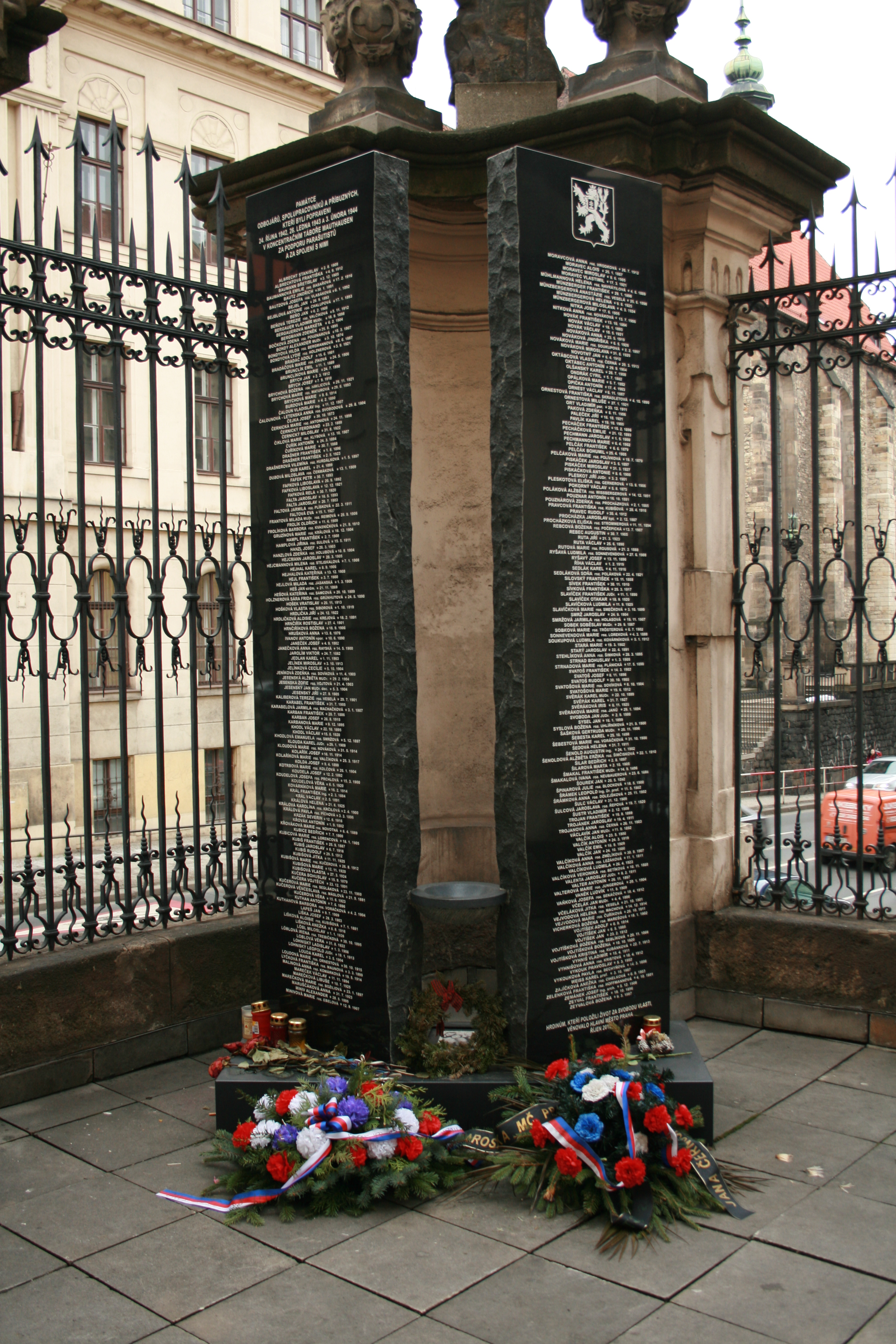
Pomník spolupracovníků parašutistů a jejich rodinných příslušníků na terase kostela sv. Cyrila a Metoděje v Resslově ulici v Praze
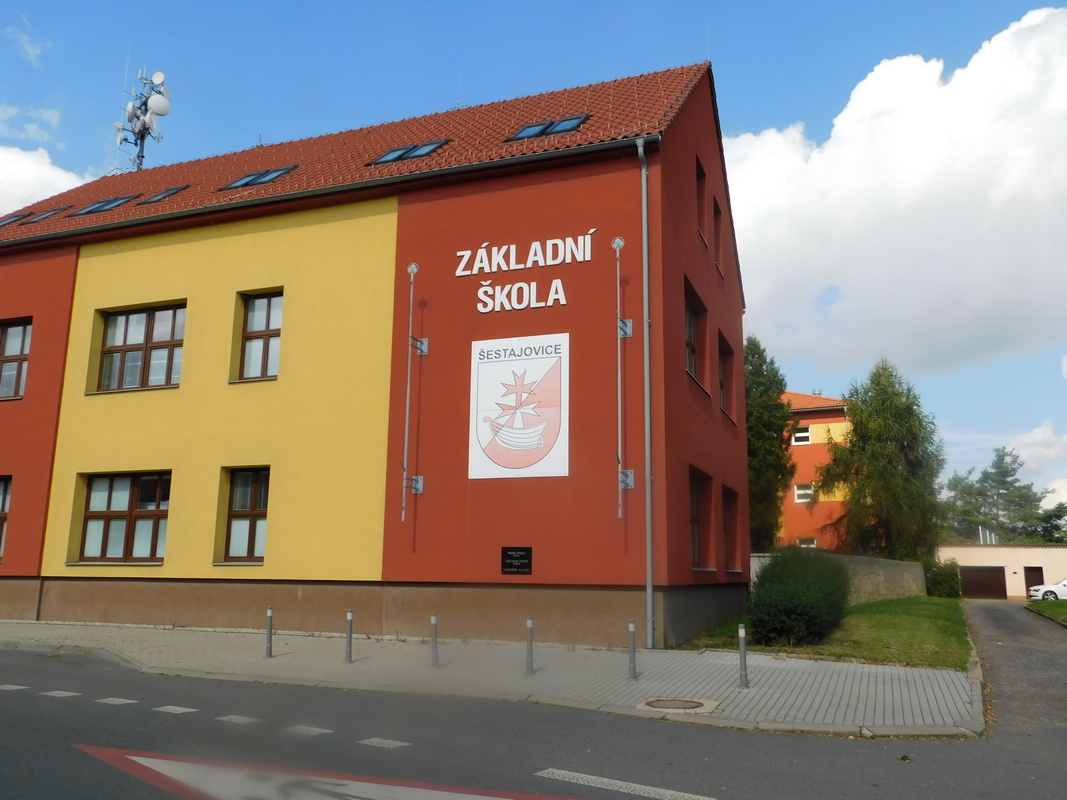
ZŠ Šestajovice s pamětní deskou manželů Starých
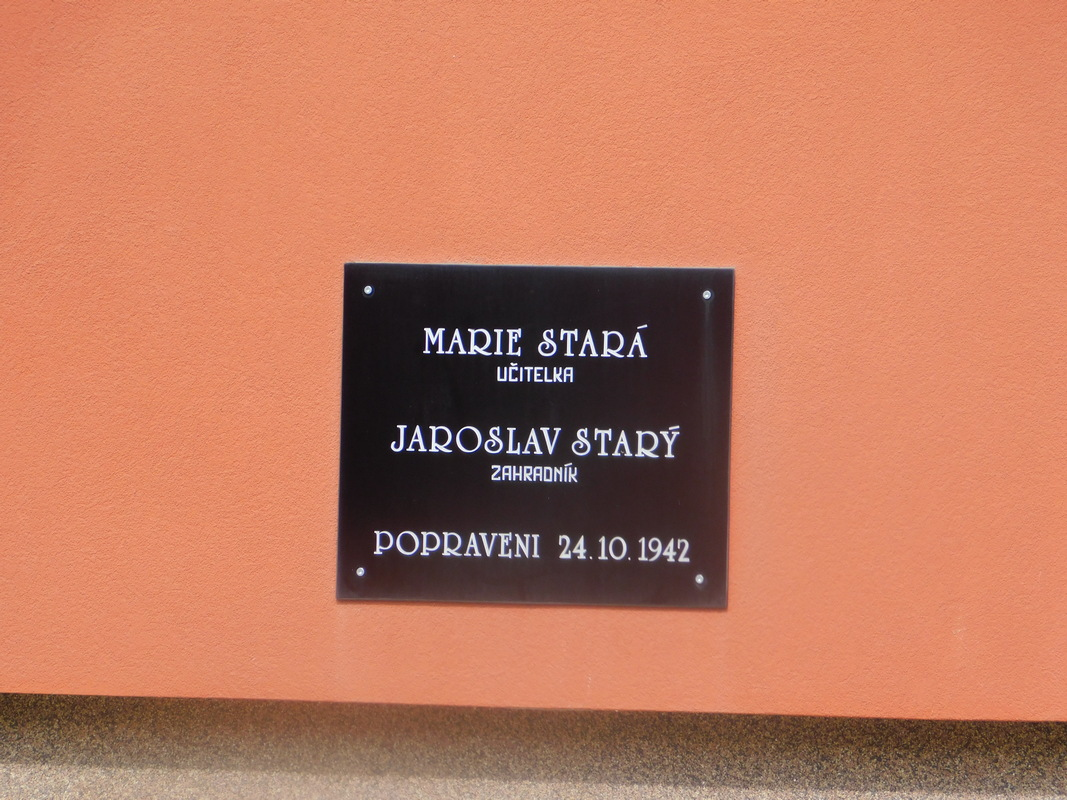
Detail pamětní desky na ZŠ Šestajovice
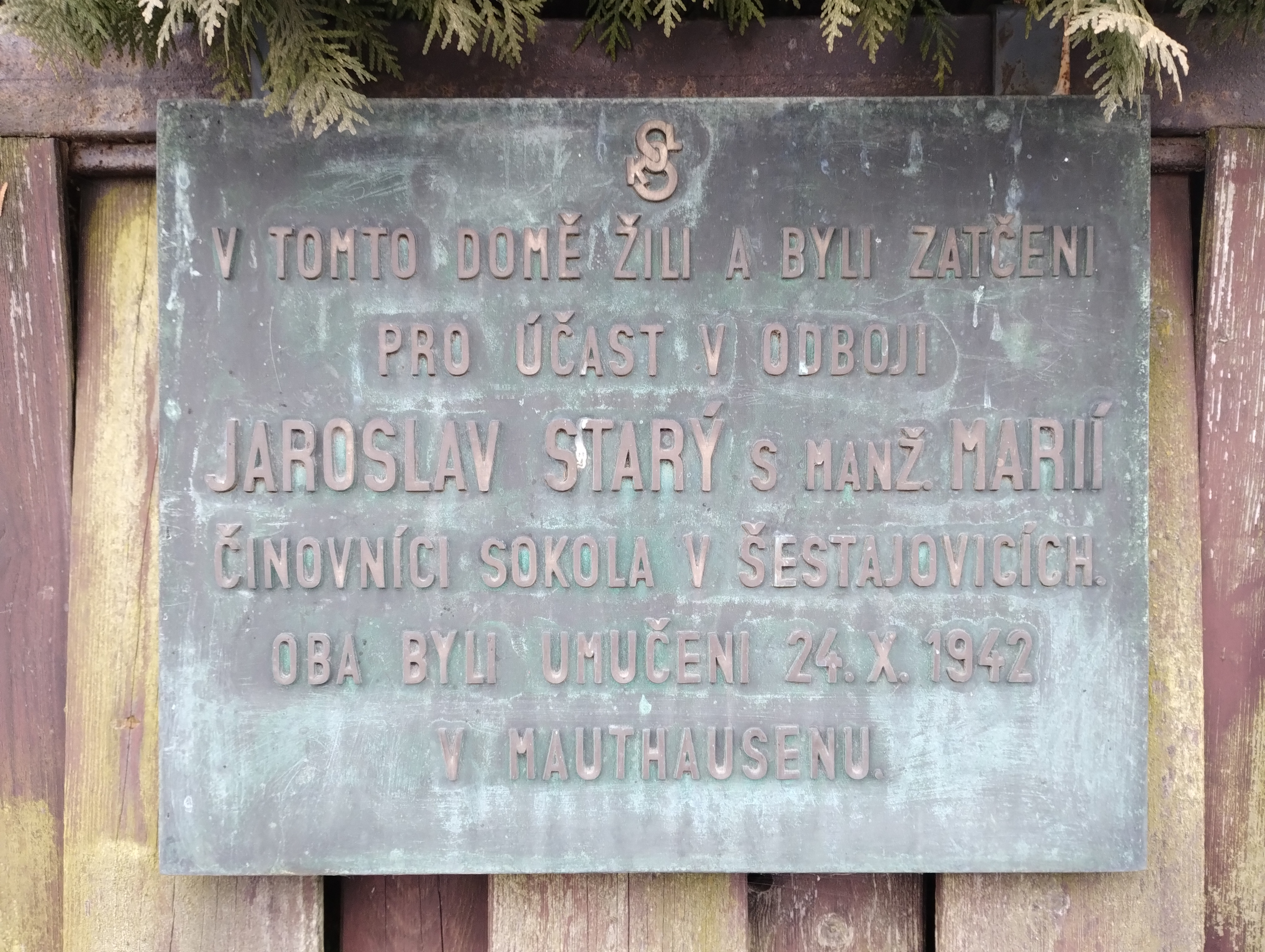
Pamětní deska manželů Starých na plotu domu, Šestajovice čp. 182